# Bareng (Bareng)
Bareng is een bestuurslaag in het regentschap Jombang van de provincie Oost-Java, Indonesië. Bareng telt 9003 inwoners (volkstelling 2010).